# 風をくらって
「風をくらって」（かぜをくらって）は1977年3月10日に研ナオコの13枚目のシングル。キャニオン・レコードから発売された。

## 解説
- 研ナオコのシングルで作詞・作曲をつのだひろ（現・つのだ☆ひろ）が担当するのは、当曲が初めてである（それから17年後の1993年10月、つのだひろが作曲・歌唱しヒットした「Mary Jane」を、研がシングルとしてカバーしている）。

## 収録曲
- 全作詞・作曲：つのだひろ／編曲：クニ河内

1. 風をくらって
2. 意地っぱり